# Granica izraelsko-palestyńska
Granica izraelsko-palestyńska – granica dzieląca terytoria Izraela i Autonomii Palestynskiej o długości 358 kilometrów.
Granica izraelsko-palestyńska składa się z dwóch części:
- granica między Izraelem a Strefą Gazy – 51 kilometrów
- granica między Izraelem a Zachodnim Brzegiem Jordanu (w tym Wschodnia Jerozolima) – 307 kilometrów. Granica na Zachodnim Brzegu Jordanu została uznana za bazę do rozmów pokojowych.
Granica powstała w 1994 roku na mocy palestyńsko-izraelskiego porozumienia podpisanego w Oslo (1993).
Nie jest to granica międzypaństwowa, ponieważ Autonomia Palestyńska nie jest państwem w myśl prawa międzynarodowego. Jest to przejściowa forma państwowości przed zawarciem pełnego porozumienia pokojowego.
Granica Izraela ze Strefą Gazy powstała jako linia demarkacyjna izraelsko-egipska ustalona 24 lutego 1949 roku (porozumienie z Rodos) po I wojnie izraelsko-arabskiej.
Linia ta de facto była granicą Izraela z Egiptem do 1967 roku.
Po III wojnie arabsko-izraelskiej (tzw. sześciodniowej 1967) Strefa Gazy znalazła się pod kontrolą Izraela
W marcu 1979 Izrael i Egipt podpisały traktat pokojowy izraelsko-egipski. Kwestie statusu Strefy Gazy nie zostały umieszczone w traktacie, jednak Egipt zrzekł się wszystkich roszczeń terytorialnych do ziem pozostających poza międzynarodowymi granicami.
W 1994 roku na mocy porozumienia z Oslo część Strefy Gazy przeszła pod palestyńską administrację.
Po jednostronnym wycofaniu się Izraela ze Strefy Gazy w 2005 roku Palestyńczycy sprawują tutaj teoretycznie pełnię władzy, ale Palestyńczycy nie mogą objąć kontroli granicy, strefy buforowej wchodzącej leżącej po stronie Strefy Gazy, przestrzeni powietrznej i morza terytorialnego. Izrael daje sobie prawo zakłócania przekazów radiowych lub telewizyjnych. Miejscowym władzom odmawia się także prawa do angażowania w inicjatywy dotyczące własnego portu morskiego lub portu lotniczego. Izrael stale kontroluje z powietrza Strefę Gazy za pomocą dronów.
Strefa Gazy nie jest uznawana za część jakiegokolwiek niezawisłego państwa, chociaż za pośrednictwem władz palestyńskich stawia żądania włączenia w skład przyszłego państwa Palestyna.

## Przejścia graniczne
1. Erez
2. Nachal Oz
3. Karni
4. Sufa
5. Kerem Szalom